# Матенго
Мате́нго (ваматенго) — народ групи банту в Танзанії.

## Територія, чисельність, мова, релігія
Проживають на узвишші Матенго, на південний схід і схід від озера Ньяса у південній Танзанії, адміністративно це район Мбінґа регіону Рувума. 
Станом на 2009 рік представників народу матенго — 271 тисяча осіб. 
Розмовляють мовою кіматенго (чіматенго), що є неписемною. Серед молоді все популярнішою стає суахілі. 
За релігією переважно християни.

## З етнічної історії
Територія, де історично проживали люди матенго, ще до 1750 року була завойована загонами народу нгоні, що прийшли з району Дезда сучасної Малаві, що змусило матенго посунутись далі в гірські райони навколо Літембо, чимало хто зайняв лісисті райони північного сходу району.
У ході тиску з боку нгоні матенго виробили систему ієрархічної влади на чолі з верховним вождем, якому підпорядковувались 3 місцеві вожді, що лишалась незмінною й дієвою протягом усього колоніального періоду майже до проголошення незалежності Танганьїки (1961). Традиційною ж основою суспільства матенго була патронімна община кілау (Kilau). 
У 1920-х роках у районі Мбінґа сином колишнього вождя Йогані Хрисостомусом Макіта Каюні (Yohani Chrisostomus Makita Kayuni) було запроваджено вирощування кави, щоб уможливити сплату податків колоніальній адміністрації, що з часом призвело до відносного благополуччя матенго.   
Наприкінці 1960-х у зв'язку зі значним зростанням населення в регіоні був відчутний брак земельних і продуктових ресурсів, що призвело до міграційних процесів, а саме до переселення багатьох матенго на схід району і заснування нових поселень для сезонної обробки землі.
За сучасності (з 1960-х років) люди матенго, як і представники інших невеликих танзанійських етносів зазнають впливів суахілізації.

## Клімат і агрокультура
Люди матенго населяють південні нагір'я Танзанії — гірський район, висоти якого коливаються між 900 і 2 000 метрами над рівнем моря. Ділянки, нижче за 1 400 м є переважно відкритими лісами, відомими як міомбо, з щільною концентрацією дерев Caesalpiniaceae. Клімат є типово прохолодним, з пересічною річною температурою 18 °C й відносно вологим, з середньорічним рівнем опадів на рівні 1000 мм.
Традиційний спосіб обробки землі у матенго носить назву інґоло/нґоло (Ingolo/Ngolo). Протягом останніх 100 років матенго створили іноваційний метод господарювання на землі на крутих пагорбах, риючи ями на узвишшях і крутосхилах з метою запобігти вимиваню землі під час дощів, а значить попередити ерозію ґрунтів і захистити плодючий шар землі для наступних господарських сезонів. 
Основні сільськогосподарські культури, які вирощують матенго цим способом, відомим як «ямкова культивація матенго» — кукурудза, бобові, батат, банани, касава (матенго називають її кібаґу/kibagu) і кава, що має товарне значення, у менших кількостях також огірки, капуста. Така землеобробка починається відразу після дощового сезону у березні й включає щодворічну ротацію висаджуваних культур.
Завдяки унікальному клімату район проживання матенго — Мбінґа став одним з головних, де вирощується кава у Танзанії, одна з експортних культур країни. У часи побудови планової економіки в Танзанії за виробництво кави в цьому районі відповідав Союз кооперації Мбінґи (Mbinga Cooperation Union), що в 1993 році у зв'язку з економічною лібералізацією збанкрутував, не витримавши конкуренції з фермерами-приватниками.

## Суспільство та культура
Суспільство матенго — патрилінійне й полігамне. У володінні сімейства зазвичай невелика земельна ділянка на пагорбі з прилеглим струмком для іригації, що називається нтумбо (ntumbo). Одружені жінки орендують нтумбо у свого свекра і, як правило, вирощують продукцію для внутрішнього споживання (маїс, банани), а для отримання власних прибутків можуть тримати худобу та свиней. Тоді як чоловіки зайняті виключно вирощуванням товарної кави для забезпечення сімейного благополуччя.

Збірка казок матенго Джозефа Мбеле (1999)

Матенго живуть у однокімнатних житлах джіко (jiko), які правлять і за кухню, і за їдальню, і за гостьову. Щоденна дієта в матенго, як у більшості народів регіону, — угалі, що є круто звареною кукурудзяною кашею, яка присмачена м'ясом або рибою.
Музичні смаки в матенго змінились під дією цивілізації, у горах традиційно влаштовуються танці; зберігається усний фольклор. Відомий представник народу матенго Джозеф Мбеле, крім досягнень у галузі суахілійських студій, є також упорядником записаних ним від родичів казок народу матенго.